# Saint-Crespin-sur-Moine

Saint-Crespin-sur-Moine este o comună în departamentul Maine-et-Loire, Franța. În 2009 avea o populație de 1,554 de locuitori.